# Parakompakter Raum
Parakompaktheit ist ein Begriff aus dem mathematischen Teilgebiet der Topologie. Er beschreibt eine Eigenschaft topologischer Räume, welche in vielen Sätzen der Topologie eine wesentliche Rolle spielt. Der Begriff der Parakompaktheit wurde im Jahre 1944 von dem französischen Mathematiker Jean Dieudonné eingeführt.
Tatsächlich sind viele der gängigen topologischen Räume sogar parakompakte Hausdorff-Räume. Manche Autoren setzen für parakompakte Räume die Hausdorff-Eigenschaft stets mit voraus. Zu den parakompakten Hausdorff-Räumen zählen insbesondere alle metrischen Räume (Satz von Arthur Harold Stone) und alle Mannigfaltigkeiten (hier ist die Parakompaktheit Teil der üblichen Definition). Schwieriger ist es, nicht-parakompakte Räume zu finden. Ein gängiges Gegenbeispiel ist die sogenannte lange Gerade.
Parakompaktheit ist eine abgeschwächte Form der Kompaktheit; zum Beispiel ist die Menge der reellen Zahlen in der üblichen Topologie parakompakt, aber nicht kompakt.

## Definition
Ein topologischer Raum {\displaystyle M} ist parakompakt, falls jede offene Überdeckung eine lokal endliche offene Verfeinerung besitzt.
Zum Vergleich: Ein topologischer Raum {\displaystyle M} ist kompakt, falls jede offene Überdeckung eine endliche Teilüberdeckung besitzt.
Dabei bedeutet:
- offene Überdeckung von {\displaystyle M}: eine Familie {\displaystyle (U_{i})_{i\in I}} von offenen Mengen, deren Vereinigung {\displaystyle M} enthält: {\displaystyle M\subseteq \bigcup _{i\in I}U_{i}};
- Teilüberdeckung: eine Teilfamilie {\displaystyle (U_{i})_{i\in I_{0}}(I_{0}\subseteq I)}, deren Vereinigung immer noch {\displaystyle M} enthält;
- Verfeinerung: eine neue Überdeckung {\displaystyle (V_{j})_{j\in J}}, wobei jede Menge {\displaystyle V_{j}} in mindestens einer Menge {\displaystyle U_{i}} der alten Überdeckung enthalten sein muss;
- lokal endlich: zu jedem {\displaystyle x\in M} gibt es eine Umgebung, die nur endlich viele Mengen {\displaystyle V_{j}} schneidet.

## Beispiele
- Metrische Räume sind parakompakt (Satz von A. H. Stone). Die Umkehrung gilt nicht.
- Differenzierbare Mannigfaltigkeiten (die nach Definition Hausdorffsch sind und das zweite Abzählbarkeitsaxiom erfüllen) sind immer parakompakt. Oft wird die Parakompaktheit als Teil der Definition vorausgesetzt, sie folgt aber auch aus der Hausdorff-Bedingung und dem zweiten Abzählbarkeitsaxiom. Nicht-Hausdorffsche Mannigfaltigkeiten müssen im Allgemeinen nicht parakompakt sein. Aus der Parakompaktheit folgt die Existenz einer Zerlegung der Eins,[A 1] was die topologische Eigenschaft der Parakompaktheit zum Beispiel für die Integrationstheorie auf differenzierbaren Mannigfaltigkeiten bedeutsam macht.

## Eigenschaften
- Dieudonné-Theorem: Jeder parakompakte Hausdorff-Raum ist normal. Die Umkehrung gilt nicht, wie die lange Gerade belegt.
- Abgeschlossene Unterräume parakompakter Räume sind wieder parakompakt.
- Produkte parakompakter Räume sind im Allgemeinen nicht wieder parakompakt, nicht einmal normal, wie die Sorgenfrey-Ebene zeigt, siehe auch Satz von Tamano.

## Abschwächungen
- Verlangt man die definierende Eigenschaft nur für abzählbare Überdeckungen, so spricht man von einem abzählbar parakompakten Raum. Parakompakte Räume sind natürlich abzählbar parakompakt, die Umkehrung gilt nicht.
- Verlangt man in der Definition des parakompakten Raums von der Verfeinerung nur, dass sie punktendlich ist, das heißt jeder Punkt ist nur endlich vielen Mengen der Verfeinerung enthalten, so spricht man von einem metakompakten Raum. Parakompakte Räume sind natürlich metakompakt. Das Beispiel der Dieudonné-Planke zeigt, dass die Umkehrung nicht gilt.